# 王建昌
王建昌（1960年—），河北晋州人，汉族，中华人民共和国政治人物、第十二届全国人民代表大会解放军代表。
毕业于第四军医大学医疗专业。加入中国共产党。2013年，担任全国人大代表。担任空军总医院院长。